# Batalla de las Aguas de Merom
Según Josué 11 de la Biblia hebrea, la Batalla de las aguas de Merom fue una batalla entre los israelitas y una coalición de ciudad-estado de Canaán cerca de las Aguas de Merom. El arqueólogo Nadav Na'aman ha sugerido que esta batalla definitivamente tuvo lugar y que su narración "conservó algunos ecos remotos de guerras realizadas en estos lugares a principios de la Edad del Hierro I".
En la narración bíblica, alrededor de 40 años antes de la batalla, los israelitas escaparon de la esclavitud en Egipto, partiendo hacia el Éxodo bajo el liderazgo de Moisés. Entraron en Canaán cerca de Jericó y capturaron varias ciudades. Según la santa Biblia dice lo siguiente:
"Cuando Jabin, rey de Jazor, se enteró de todo lo ocurrido, convocó a Jobab, rey de Madón, y a los reyes de Simrón y de Acsaf. 2 También llamó a los reyes de la región montañosa del norte; a los de la región al sur del lago Quinéret;  a los de los valles, y a los de Nafot Dor,* al occidente. 3 Llamó además a los cananeos de oriente y occidente, a los amorreos, a los hititas, a los ferezeos, a los jebuseos de las montañas y a los heveos que viven en las laderas del monte Hermón en Mizpa. Todos ellos salieron con sus ejércitos, caballos y carros de guerra. Eran tan numerosos que parecían arena a la orilla del mar. Formaron un solo ejército y acamparon junto a las aguas de Merón para pelear contra Israel. Entonces el Señor le dijo a Josué: «No les tengas miedo, porque mañana, a esta hora, yo le entregaré muerto a Israel todo ese ejército. Ustedes, por su parte, deberán desjarretar sus caballos e incendiar sus carros de guerra.» Así que Josué partió acompañado de sus guerreros y tomó por sorpresa a sus enemigos junto a las aguas de Merón. El Señor los entregó en manos de los israelitas, quienes los atacaron y persiguieron hasta la gran ciudad de Sidón, y hasta Misrefot Mayin y el valle de Mizpa al este, y no quedaron sobrevivientes. Josué cumplió con todo lo que el Señor le había ordenado: desjarretó los caballos del enemigo e incendió sus carros de guerra.“

## Consecuencias
Josué entonces lanzó sus fuerzas contra cada ciudad del norte, quemandolas y regresando a su campamento en Guilgal.